# 태풍 돌핀 (2015년)
태풍 돌핀 (Typhoon Dolphin) 은 2015년 5월 9일부터 5월 21일까지 활동했고, 최저기압 925 hPa를 기록했던 2015년의 제7호 태풍이다. 5등급의 슈퍼 태풍(SSHS)이다. 미크로네시아 연방과 괌, 북마리아나 제도에 영향을 주었다. 돌핀은 홍콩에서 제출한 이름으로 돌고래를 의미한다.

## 태풍의 진행
제7호 태풍 돌핀은 5월 9일 오후 9시에 중심기압 1002hPa, 최대풍속 18m/s, 강풍 반경 170km, 크기 '소형'의 열대폭풍으로 미국 괌 동남동쪽 약 2,130km 부근 해상에서 발생하였다.(일본 기상청 태풍정보 기준) 발생 이후 서~서북서진하며 더디게 발달했지만 미국 괌 부근 해상을 통과한 뒤에 급발달해서 5월 16일 오후 9시에 미국 괌 북서쪽 약 550km 부근 해상에서 중심기압 925hPa, 최대풍속 51m/s, 강풍 반경 390km(북동쪽 반경)의 세력 '매우 강', 크기 '중형'(일본 기상청 태풍정보 기준)의 태풍으로 최성기를 맞이하였다. 최성기 이후 북위 20도선에서 북동진으로 전향한 뒤에 서서히 약화되며 온대저기압화가 진행되었고, 5월 21일 오전 3시에 일본 도쿄 동쪽 약 1,050km 부근 해상에서 중심기압 980hPa의 온대저기압로 변질되었다.(한국 기상청 태풍정보 기준으로는 중심기압 985hPa) 

## 같이 보기
- 2015년 태풍